# Revetering

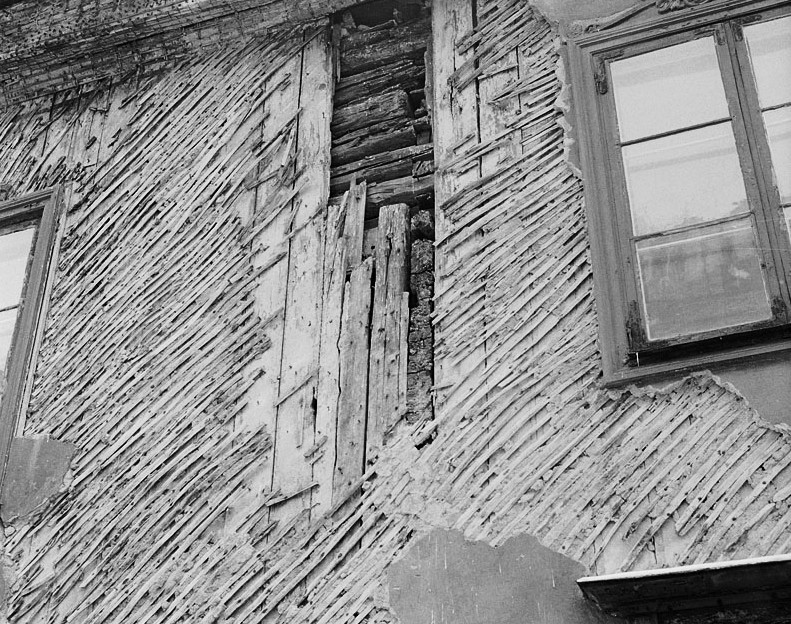
Vassmattor som fästmedel på ett äldre hus vid Tjärhovsgatan i Stockholm.

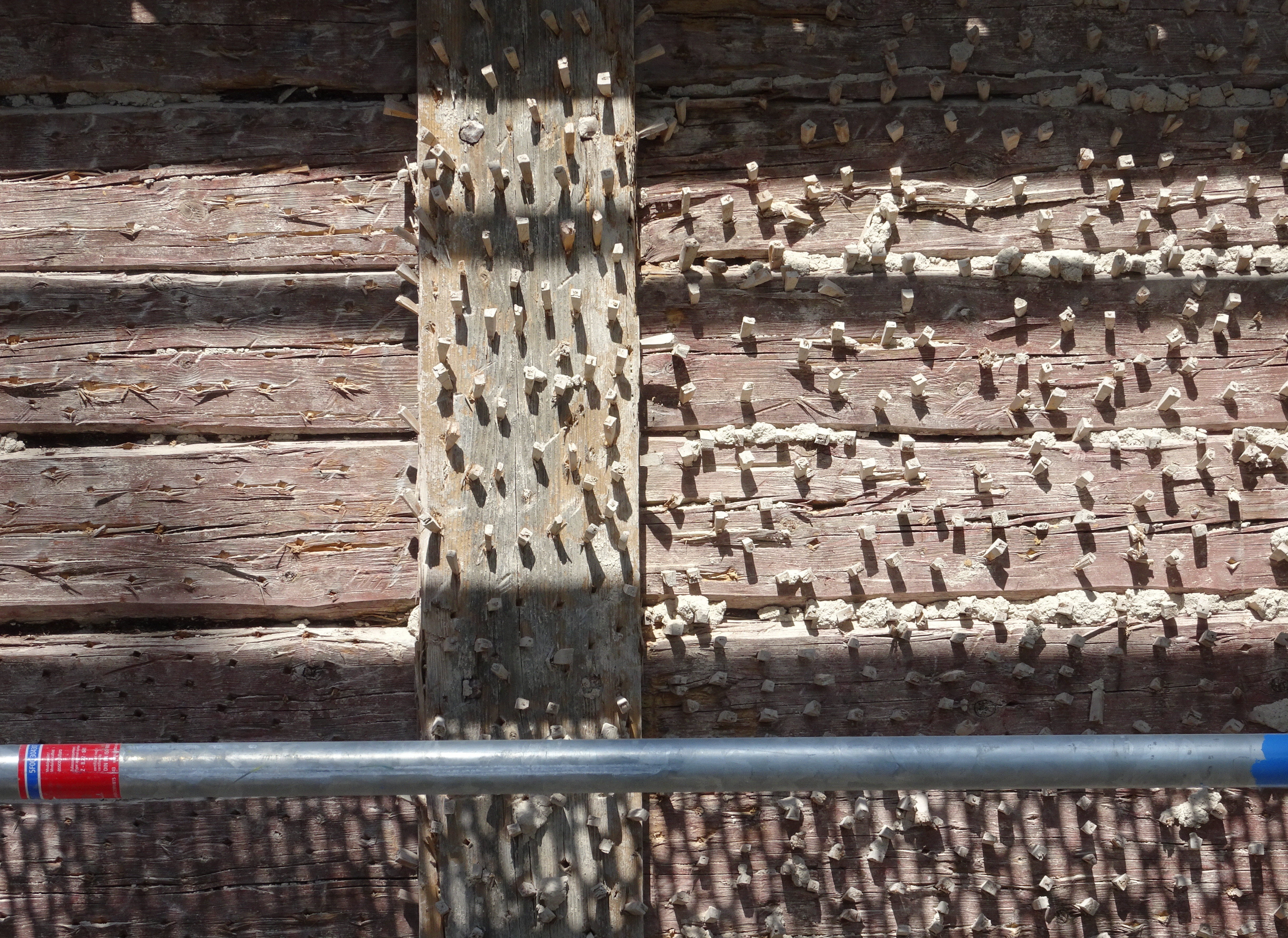
Träpluggar som fästmedel på flygelbyggnaden vid Östanå slott.

Revetering (från latinets vestire = kläda och franskans revêtir = bekläda) eller rappning är en teknik för att klä en trävägg, först med ett fästmedel, vanligen träpluggar, vassmattor eller ståltrådsnät, och därpå med puts.
Detta är alltså skilt från hortikultur- och botanikbegreppet revertera.

## Teknik
För att få puts att fästa på träväggar, timmer eller plank, måste ojämnheter först skapas där putsen kan fästa, till exempel genom att rugga upp ytan, slå i träpluggar, spika på ribbor eller, vanligt förr, vassmattor eller numera ofta ståltrådsnät.

## Historik
Revetering började användas under 1700-talet för att ge till exempel herrgårdsbyggnader intryck av att vara byggda i sten. På 1830-talet spred sig bruket även till bondgårdar, först i södra Sverige. Det spred sig på 1850-talet även till övriga Sverige och då inte längre enbart begränsat till bondgårdar.